# Glaucia di Egina
Glaucia di Egina (in greco antico: Γλαυκίας?, Glaukías; Egina, ... – ...; fl. V secolo a.C.) è stato uno scultore greco antico.
Secondo Pausania, Glaucia scolpì quattro statue, in onore di altrettanti vincitori ai giochi olimpici: una statua di Gelone e del suo carro, vincitore della gara coi carri nella 73ª Olimpiade (488 a.C.); una statua di Teogene, vincitore del pancrazio probabilmente nella 76ª Olimpiade (476 a.C.); una statua di Filone di Corcira, vincitore nel pugilato nella 72ª (492 a.C.) e nella 73ª Olimpiade (488 a.C.); infine una statua del pugile Glauco di Caristo, vincitore in data non sicura.